# Eriocaulon
Genre
Eriocaulon est un genre de plantes herbacées vivaces ou annuelles, de la famille des Eriocaulaceae. Ce sont en général des plantes poussant au plein soleil dans des sols humides et acides ou croissant dans les milieux humides.

## Caractéristiques
Plantes herbacées annuelles ou vivaces, souvent cespiteuses ou acaulescentes. Racines spongieuses, les plus larges non ramifiées. Tiges courtes, rarement ramifiée. Les feuilles sont étroites à nervures parallèles, disposées en rosettes.
La hampe florale est simple et munie à sa base d'une bractée engainante. La capitules sont laineux, soit blancs, gris ou noirs. Les fleurs mâles comptent deux à trois sépales allongés et une fleur tubulaire bilobée ou trilobée. Les fleurs femelles portent deux à trois pétales étroits.

## Liste d'espèces
Le genre Eriocaulon compte entre 200 et 400 espèces (dont une dizaine nord-américaines), selon les sources.
Selon Catalogue of Life (24 septembre 2017) :
- Eriocaulon abyssinicum Hochst.
- Eriocaulon achiton Körn.
- Eriocaulon acutibracteatum W.L.Ma
- Eriocaulon acutifolium S.M.Phillips
- Eriocaulon adamesii Meikle
- Eriocaulon aethiopicum S.M.Phillips
- Eriocaulon africanum Hochst.
- Eriocaulon afzelianum Wikstr. ex Körn.
- Eriocaulon albocapitatum Kimp.
- Eriocaulon alleizettei Moldenke
- Eriocaulon aloifolium R.J.Davies
- Eriocaulon alpestre Hook.f. & Thomson ex Körn.
- Eriocaulon alpinum P.Royen
- Eriocaulon altogibbosum Ruhland ex Pilg.
- Eriocaulon amanoanum T.Koyama
- Eriocaulon angustibracteum Kimp.
- Eriocaulon angustifolium Körn.
- Eriocaulon annamense Lecomte
- Eriocaulon ansarii Pradeep & Sunil
- Eriocaulon anshiense Punekar, Malpure & Lakshmin.
- Eriocaulon apetalum Punekar, Malpure & Lakshmin.
- Eriocaulon apiculatum Lecomte
- Eriocaulon aquaticum (Hill) Druce
- Eriocaulon aquatile Körn.
- Eriocaulon araguaiense A.L.R.Oliveira & C.P.Bove
- Eriocaulon arechavaletae Herter
- Eriocaulon arenicola Britton & Small
- Eriocaulon arfakense P.Royen
- Eriocaulon arupense P.Royen
- Eriocaulon asteroides S.M.Phillips
- Eriocaulon athertonense G.J.Leach
- Eriocaulon atratum Körn.
- Eriocaulon atroides Satake
- Eriocaulon atrum Nakai
- Eriocaulon australasicum (F.Muell.) Körn.
- Eriocaulon australe R.Br.
- Eriocaulon balakrishnanii Punekar, Lakshmin. & Vasudeva Rao
- Eriocaulon bamendae S.M.Phillips
- Eriocaulon baramaticum Shimpale, Bhagat, R.B.Deshmukh & S.R.Yadav
- Eriocaulon barba-caprae Fyson
- Eriocaulon barbeyanum Ruhland
- Eriocaulon bassacense Moldenke
- Eriocaulon batholithicola P.Royen
- Eriocaulon beauverdii Moldenke
- Eriocaulon belgaumensis Shimpale & S.R.Yadav
- Eriocaulon benthamii Kunth
- Eriocaulon bhutanicum Noltie
- Eriocaulon bicolor Kimp.
- Eriocaulon bilobatum Morong
- Eriocaulon bolei Bole & M.R.Almeida
- Eriocaulon bongense Engl. & Ruhland
- Eriocaulon boni Lecomte
- Eriocaulon brachypeplon Körn.
- Eriocaulon brevipedunculatum Merr.
- Eriocaulon breviscapum Körn.
- Eriocaulon bromelioideum Lecomte
- Eriocaulon brownianum Mart.
- Eriocaulon brunonis Britten
- Eriocaulon buchananii Ruhland
- Eriocaulon buergerianum Körn.
- Eriocaulon burchellii Ruhland
- Eriocaulon burttii S.M.Phillips
- Eriocaulon caaguazuense Ruhland
- Eriocaulon cabralense Silveira
- Eriocaulon caesium Griseb.
- Eriocaulon candidum Moldenke
- Eriocaulon capitulatum Moldenke
- Eriocaulon carajense Moldenke
- Eriocaulon carpentariae G.J.Leach
- Eriocaulon carsonii F.Muell.
- Eriocaulon catopsioides S.M.Phillips
- Eriocaulon celebicum P.Royen
- Eriocaulon ceylanicum Körn.
- Eriocaulon chantaranothaii Praj. & J.Parn.
- Eriocaulon cherrapunjianum R.Ansari & N.P.Balakr.
- Eriocaulon chiangmaiense Praj. & J.Parn.
- Eriocaulon chinorossicum Kom.
- Eriocaulon chloanthe S.M.Phillips
- Eriocaulon cinereum R.Br.
- Eriocaulon cipoense Silveira
- Eriocaulon clarksonii G.J.Leach
- Eriocaulon coeruleum P.Royen
- Eriocaulon collettii Hook.f.
- Eriocaulon compressum Lam.
- Eriocaulon comptonii Rendle
- Eriocaulon concretum F.Muell.
- Eriocaulon congolense Moldenke
- Eriocaulon conicum (Fyson) C.E.C.Fisch.
- Eriocaulon coniferum Herzog
- Eriocaulon cookei Punekar, Malpure & Lakshmin.
- Eriocaulon crassiscapum Bong.
- Eriocaulon crassiusculum Lye
- Eriocaulon cristatum Mart.
- Eriocaulon cubense Ruhland
- Eriocaulon cuspidatum Dalzell
- Eriocaulon cylindratum A.L.R.Oliveira & C.P.Bove
- Eriocaulon dalzellii Körn.
- Eriocaulon damazianum Beauverd
- Eriocaulon decangulare L.
- Eriocaulon decemflorum Maxim.
- Eriocaulon deightonii Meikle
- Eriocaulon densum Mart. ex Colla
- Eriocaulon denticulum Kimp.
- Eriocaulon depauperatum Merr.
- Eriocaulon depressum R.Br. ex Sm.
- Eriocaulon desulavii Tzvelev
- Eriocaulon devendranii Vijaya Sankar, K.Ravik. & Ganesh Babu
- Eriocaulon dictyophyllum Körn.
- Eriocaulon diloloense Kimp.
- Eriocaulon dimorphoelytrum T.Koyama
- Eriocaulon dimorphopetalum Moldenke
- Eriocaulon dipsacoides Satake
- Eriocaulon disepalum Ridl.
- Eriocaulon distichoides Mangen
- Eriocaulon dregei Hochst.
- Eriocaulon duthiei Hook.f.
- Eriocaulon eberhardtii Lecomte
- Eriocaulon echinaceum P.Royen
- Eriocaulon echinospermoideum Ruhland
- Eriocaulon echinospermum C.Wright
- Eriocaulon echinulatum Mart.
- Eriocaulon edwardii Fyson
- Eriocaulon eglandulatum Z.X.Zhang
- Eriocaulon ehrenbergianum Klotzsch ex Körn.
- Eriocaulon ekmannii Ruhland
- Eriocaulon elegantulum Engl.
- Eriocaulon elenorae Fyson
- Eriocaulon elichrysoides Bong.
- Eriocaulon ensiforme C.E.C.Fisch.
- Eriocaulon epapillosum Ruhland
- Eriocaulon epedunculatum Potdar, Anil Kumar bis, Otaghvari & Sonkar
- Eriocaulon ermeiense W.L.Ma ex Z.X.Zhang
- Eriocaulon escape B.F.Hansen
- Eriocaulon eurypeplon Körn.
- Eriocaulon exsertum Satake
- Eriocaulon faberi Ruhland
- Eriocaulon fenestratum Bojer ex Körn.
- Eriocaulon fergusonii (Moldenke) S.M.Phillips
- Eriocaulon fistulosum R.Br. ex Sm.
- Eriocaulon flumineum Moldenke
- Eriocaulon fluviatile Trimen
- Eriocaulon fuliginosum Griseb.
- Eriocaulon fulvum N.E.Br.
- Eriocaulon fuscum S.M.Phillips
- Eriocaulon fysonii R.Ansari & N.P.Balakr.
- Eriocaulon gibbosum Körn.
- Eriocaulon giganticum R.J.Davies
- Eriocaulon giluwense P.Royen
- Eriocaulon glabripetalum W.L.Ma
- Eriocaulon glandulosum Kimp.
- Eriocaulon glaucum Griff.
- Eriocaulon glaziovii Ruhland
- Eriocaulon gomphrenoides Kunth
- Eriocaulon graphitinum F.Muell. & Tate ex Ewart & Cookson
- Eriocaulon gregatum Körn.
- Eriocaulon griseum Körn.
- Eriocaulon guadalajarense Ruhland
- Eriocaulon guyanense Körn. ex D.Dietr.
- Eriocaulon hamiltonianum Mart.
- Eriocaulon hayatanum T.Koyama
- Eriocaulon heleocharioides Satake
- Eriocaulon henryanum Ruhland
- Eriocaulon herzogii Moldenke
- Eriocaulon hessii Moldenke
- Eriocaulon heterochiton Körn.
- Eriocaulon heterodoxum Moldenke
- Eriocaulon heterogynum F.Muell.
- Eriocaulon heterolepis Steud.
- Eriocaulon heteromallum Bong.
- Eriocaulon heteropeplon Silveira
- Eriocaulon hildebrandtii Körn. ex Ruhland
- Eriocaulon homotepalum T.Koyama
- Eriocaulon hondoense Satake
- Eriocaulon hookerianum Stapf
- Eriocaulon hooperae Moldenke
- Eriocaulon huanchacanum Hensold
- Eriocaulon huianum Ruhland
- Eriocaulon humboldtii Kunth
- Eriocaulon hydrophilum Markotter
- Eriocaulon inapertum G.J.Leach
- Eriocaulon infaustum N.E.Br.
- Eriocaulon infirmum Steud.
- Eriocaulon inundatum Moldenke
- Eriocaulon inyangense Arw.
- Eriocaulon iringense S.M.Phillips
- Eriocaulon irregulare Meikle
- Eriocaulon jaliscanum S.Watson
- Eriocaulon japonicum Körn.
- Eriocaulon jauense Moldenke
- Eriocaulon johnstonii Ruhland
- Eriocaulon jordanii (Moldenke) Meikle
- Eriocaulon kainantense Masam.
- Eriocaulon kanarense Punekar, Watve & Lakshmin.
- Eriocaulon karnatakense S.P.Gaikwad, Sardesai, U.S.Yadav & S.R.Yadav
- Eriocaulon kinabaluense P.Royen
- Eriocaulon kinlochii Moldenke
- Eriocaulon koernickei Britton
- Eriocaulon koernickianum Van Heurck & Müll.Arg.
- Eriocaulon kolhapurense S.P.Gaikwad, Sardesai & S.R.Yadav
- Eriocaulon komarovii Tzvelev
- Eriocaulon konkanense Punekar, Malpure & Lakshmin.
- Eriocaulon koynense Punekar, Mungikar & Lakshmin.
- Eriocaulon kunmingense Z.X.Zhang
- Eriocaulon kusiroense Miyabe & Kudô ex Satake
- Eriocaulon lanatum H.E.Hess
- Eriocaulon lanceolatum Miq. ex Körn.
- Eriocaulon laniceps S.M.Phillips
- Eriocaulon lanigerum Lecomte
- Eriocaulon laosense Moldenke
- Eriocaulon lasiolepis Ruhland
- Eriocaulon latifolium Sm.
- Eriocaulon laxifolium Körn.
- Eriocaulon leianthum W.L.Ma
- Eriocaulon leptophyllum Kunth
- Eriocaulon leucogenes Ridl.
- Eriocaulon leucomelas Steud.
- Eriocaulon liberisepalum Z.X.Zhang
- Eriocaulon ligulatum (Vell.) L.B.Sm.
- Eriocaulon lineare Small, nom. cons.
- Eriocaulon linearifolium Körn.
- Eriocaulon linearitepalum Kimp.
- Eriocaulon lividum F.Muell.
- Eriocaulon longicuspe Hook.f.
- Eriocaulon longipedunculatum Lecomte
- Eriocaulon longipetalum Rendle
- Eriocaulon longirostrum Silveira & Ruhland
- Eriocaulon lustratum P.Royen
- Eriocaulon macrobolax Körn.
- Eriocaulon maculatum Schinz
- Eriocaulon madagascariense Moldenke
- Eriocaulon madayiparense Swapna, K.P.Rajesh, Manju & Prakashk.
- Eriocaulon magnificum Ruhland
- Eriocaulon magnum Abbiatti
- Eriocaulon maharashtrense Punekar & Lakshmin.
- Eriocaulon majusculum Ruhland
- Eriocaulon malabaricum Pradeep & Nampy
- Eriocaulon mamfeense Meikle
- Eriocaulon mangshanense W.L.Ma
- Eriocaulon mannii N.E.Br.
- Eriocaulon margaretae Fyson
- Eriocaulon maronderanum S.M.Phillips
- Eriocaulon matopense Rendle
- Eriocaulon mbalensis S.M.Phillips
- Eriocaulon meeboldii R.Ansari & N.P.Balakr.
- Eriocaulon megapotamicum Malme
- Eriocaulon meiklei Moldenke
- Eriocaulon melanocephalum Kunth
- Eriocaulon melanolepis Silveira
- Eriocaulon mesanthemoides Ruhland
- Eriocaulon mexicanum Moldenke
- Eriocaulon microcephalum Kunth
- Eriocaulon milhoense Herzog
- Eriocaulon minimum Lam.
- Eriocaulon minusculum Moldenke
- Eriocaulon minutissimum Ruhland
- Eriocaulon minutum Hook.f.
- Eriocaulon miquelianum Körn.
- Eriocaulon miserrimum Ruhland
- Eriocaulon miserum Körn.
- Eriocaulon misionum A.Cast.
- Eriocaulon mitophylum Hook.f.
- Eriocaulon modestum Kunth
- Eriocaulon modicum S.M.Phillips
- Eriocaulon mokalense Moldenke
- Eriocaulon molinae L.O.Williams
- Eriocaulon monococcon Nakai
- Eriocaulon monoscapum F.Muell.
- Eriocaulon montanum P.Royen
- Eriocaulon mulanjeanum S.M.Phillips
- Eriocaulon mutatum N.E.Br.
- Eriocaulon nadjae S.M.Phillips
- Eriocaulon nairii Chandrab. & V.Chandras.
- Eriocaulon nakayense T.Koyama
- Eriocaulon nanellum Ohwi
- Eriocaulon nantoense Hayata
- Eriocaulon nanum R.Br.
- Eriocaulon nautiliforme Lecomte
- Eriocaulon nautiliformoides Praj. & J.Parn.
- Eriocaulon neglectum Ruhland
- Eriocaulon nematophyllum G.J.Leach
- Eriocaulon neocaledonicum Schltr.
- Eriocaulon nepalense J.D.Prescott ex Bong.
- Eriocaulon nigericum Meikle
- Eriocaulon nigriceps Merr.
- Eriocaulon nigrobracteatum E.L.Bridges & Orzell
- Eriocaulon nigrocapitatum Kimp.
- Eriocaulon nigrum Lecomte
- Eriocaulon novoguineense P.Royen
- Eriocaulon nudicuspe Maxim.
- Eriocaulon obclavatum Satake
- Eriocaulon obtriangulare Kimp.
- Eriocaulon obtusum Ruhland
- Eriocaulon odashimai Masam.
- Eriocaulon odontospermum G.J.Leach
- Eriocaulon odoratum Dalzell
- Eriocaulon officinale Körn.
- Eriocaulon omuranum T.Koyama
- Eriocaulon oreadum P.Royen
- Eriocaulon oryzetorum Mart.
- Eriocaulon ovoideum Britton & Small
- Eriocaulon ozense T.Koyama
- Eriocaulon pachystroma P.Royen
- Eriocaulon palghatense R.Ansari & N.P.Balakr.
- Eriocaulon pallescens (Nakai) Satake
- Eriocaulon pallidum R.Br.
- Eriocaulon palmeri Ruhland
- Eriocaulon paludicola Silveira
- Eriocaulon palustre Salm-Dyck ex Steud.
- Eriocaulon panagudianum R.Ansari & N.P.Balakr.
- Eriocaulon panamense Moldenke
- Eriocaulon pancheri Lecomte ex Guillaumin & Beauvis.
- Eriocaulon papillosum Körn.
- Eriocaulon paradoxum Moldenke
- Eriocaulon paraguayense Körn.
- Eriocaulon parkeri B.L.Rob.
- Eriocaulon parnellii Praj. & Chantar.
- Eriocaulon parvicapitulatum Moldenke
- Eriocaulon parviflorum (Fyson) R.Ansari & N.P.Balakr.
- Eriocaulon parvitepalum Kimp.
- Eriocaulon parvulum S.M.Phillips
- Eriocaulon parvum Körn.
- Eriocaulon patericola G.J.Leach
- Eriocaulon pectinatum Ruhland
- Eriocaulon peninsulare Punekar & Lakshmin.
- Eriocaulon perplexum Satake & H.Hara
- Eriocaulon peruvianum Ruhland
- Eriocaulon petraeum S.M.Phillips & Burgt
- Eriocaulon phatamense Praj. & Chantar.
- Eriocaulon philippo-coburgii Szyszyl. ex Wawra
- Eriocaulon phuchongense Praj. & Chantar.
- Eriocaulon phuphanense Praj. & J.Parn.
- Eriocaulon phuphanoides Praj. & J.Parn.
- Eriocaulon pictum Fritsch
- Eriocaulon pilgeri Ruhland
- Eriocaulon piliflorum Ruhland
- Eriocaulon pilosissimum P.Royen
- Eriocaulon pioraense P.Royen
- Eriocaulon plumale N.E.Br.
- Eriocaulon plumbeum Mart. ex Colla
- Eriocaulon polhillii S.M.Phillips
- Eriocaulon poluense F.T.Wang & Tang
- Eriocaulon pringlei S.Watson
- Eriocaulon psammophilum S.M.Phillips
- Eriocaulon pseudocompressum Ruhland
- Eriocaulon pseudoescape Prajaksood & Chantar.
- Eriocaulon pseudoquinquangulare Ruhland
- Eriocaulon pseudotruncatum Z.X.Zhang
- Eriocaulon pubigerum Bong.
- Eriocaulon pulchellum Körn.
- Eriocaulon pulvinatum P.Royen
- Eriocaulon pusillum R.Br.
- Eriocaulon pygmaeum Sol. ex Sm.
- Eriocaulon pykarense Nampy & Manudev
- Eriocaulon quinquangulare L.
- Eriocaulon raipurense K.K.Khanna & Mudgal & An.Kumar
- Eriocaulon rajendrababui R.Ansari & N.P.Balakr.
- Eriocaulon ramnadense R.Ansari & N.P.Balakr.
- Eriocaulon ramocaulon Kimp.
- Eriocaulon ratnagiricum S.R.Yadav, S.P.Gaikwad & Sardesai
- Eriocaulon ravenelii Chapm.
- Eriocaulon recurvibracteum Kimp.
- Eriocaulon regnellii Moldenke
- Eriocaulon reitzii Moldenke & L.B.Sm.
- Eriocaulon remotum Lecomte
- Eriocaulon richardianum (Fyson) R.Ansari & N.P.Balakr.
- Eriocaulon ritchieanum Ruhland
- Eriocaulon robustobrownianum Ruhland
- Eriocaulon robustum Steud.
- Eriocaulon rockianum Hand.-Mazz.
- Eriocaulon rosenii (Pax) Lye
- Eriocaulon roseum Fyson
- Eriocaulon rosulatum Körn.
- Eriocaulon rouxianum Steud.
- Eriocaulon rubescens Moldenke
- Eriocaulon rufum Lecomte
- Eriocaulon saccatum P.Royen
- Eriocaulon sachalinense Miyabe & Nakai
- Eriocaulon santapaui Moldenke
- Eriocaulon satakeanum Tatew. & K.Itô
- Eriocaulon scariosum Sm.
- Eriocaulon schiedeanum Körn.
- Eriocaulon schimperi Körn. ex Ruhland
- Eriocaulon schippii Standl. ex Moldenke
- Eriocaulon schischkinii Tzvelev
- Eriocaulon schlechteri Ruhland
- Eriocaulon schochianum Hand.-Mazz.
- Eriocaulon schultzii Benth.
- Eriocaulon sclerocephalum Ruhland
- Eriocaulon sclerophyllum W.L.Ma
- Eriocaulon scorpionensis P.Royen
- Eriocaulon scullionii G.J.Leach
- Eriocaulon sedgwickii Fyson
- Eriocaulon seemannii Moldenke
- Eriocaulon sekimotoi Honda
- Eriocaulon sellowianum Kunth
- Eriocaulon selousii S.M.Phillips
- Eriocaulon senegalense N.E.Br.
- Eriocaulon sessile Meikle
- Eriocaulon setaceum L.
- Eriocaulon sexangulare L.
- Eriocaulon sharmae R.Ansari & N.P.Balakr.
- Eriocaulon siamense Moldenke
- Eriocaulon sigmoideum C.Wright
- Eriocaulon silicicola Ridl.
- Eriocaulon silveirae Moldenke
- Eriocaulon similischimperi Kimp.
- Eriocaulon similitepalum Kimp.
- Eriocaulon sinealaeum Kimp.
- Eriocaulon singulare Moldenke
- Eriocaulon sivarajanii R.Ansari & N.P.Balakr.
- Eriocaulon smitinandii Moldenke
- Eriocaulon sollyanum Royle
- Eriocaulon sonderianum Körn.
- Eriocaulon soucherei Moldenke
- Eriocaulon sparganioides Bong.
- Eriocaulon spectabile F.Muell.
- Eriocaulon sphagnicola Ohwi
- Eriocaulon spongiola Hensold
- Eriocaulon spongiosifolium Silveira
- Eriocaulon spruceanum Körn.
- Eriocaulon staintonii Satake
- Eriocaulon steinbachii (Moldenke) Moldenke
- Eriocaulon stellulatum Körn.
- Eriocaulon stenophyllum R.E.Fr.
- Eriocaulon steyermarkii Moldenke
- Eriocaulon stipantepalum Kimp.
- Eriocaulon striatum Lam.
- Eriocaulon strictum Milne-Redh.
- Eriocaulon subglaucum Ruhland
- Eriocaulon submersum Welw. ex Rendle
- Eriocaulon sulanum S.M.Phillips & Burgt
- Eriocaulon sumatranum Ruhland
- Eriocaulon taeniophyllum S.M.Phillips
- Eriocaulon taishanense F.Z.Li
- Eriocaulon takae Koidz.
- Eriocaulon talbotii R.Ansari & N.P.Balakr.
- Eriocaulon tanakae Ruhland
- Eriocaulon tenuifolium Klotzsch ex Körn.
- Eriocaulon tenuissimum Nakai
- Eriocaulon tepicanum Moldenke
- Eriocaulon teusczii Engl. & Ruhland
- Eriocaulon texense Körn.
- Eriocaulon thailandicum Moldenke
- Eriocaulon thouarsii Lecomte
- Eriocaulon thwaitesii Körn.
- Eriocaulon thysanocephalum S.M.Phillips
- Eriocaulon togoense Moldenke
- Eriocaulon tonkinense Ruhland
- Eriocaulon tortuosum F.Muell.
- Eriocaulon transvaalicum N.E.Br.
- Eriocaulon tricornum G.J.Leach
- Eriocaulon trilobatum Ruhland
- Eriocaulon trisectoides Satake
- Eriocaulon truncatum Buch.-Ham. ex Mart.
- Eriocaulon tuberiferum A.R.Kulk. & Desai
- Eriocaulon tubiflorum P.Royen
- Eriocaulon tutidae Satake
- Eriocaulon tuyamae Satake
- Eriocaulon ubonense Lecomte
- Eriocaulon ulaei Ruhland
- Eriocaulon ussuriense Körn. ex Regel
- Eriocaulon varium Kimp.
- Eriocaulon vasudevanii R.Ansari & N.P.Balakr.
- Eriocaulon vaupesense Moldenke
- Eriocaulon volkensii Engl.
- Eriocaulon walkeri Hook.f.
- Eriocaulon wayanadense Vivek, Swapna & K.K.Suresh
- Eriocaulon welwitschii Rendle
- Eriocaulon wightianum Mart.
- Eriocaulon wildii S.M.Phillips
- Eriocaulon willdenovianum Moldenke
- Eriocaulon williamsii Moldenke
- Eriocaulon woodsonianum Moldenke
- Eriocaulon xenopodion T.Koyama
- Eriocaulon xeranthemum Mart.
- Eriocaulon yoshinoi Nakai
- Eriocaulon zambesiense Ruhland
- Eriocaulon zollingerianoides Z.X.Zhang
- Eriocaulon zollingerianum Körn.
- Eriocaulon zyotanii Satake

Selon GRIN (24 septembre 2017) :
- Eriocaulon aquaticum (Hill) Druce
- Eriocaulon australe R. Br.
- Eriocaulon benthamii Kunth
- Eriocaulon buergerianum Körn.
- Eriocaulon decangulare L.
- Eriocaulon kornickianum Van Heurck & Müll. Arg.
- Eriocaulon magnificum Ruhland
- Eriocaulon palmeri Ruhland
- Eriocaulon parkeri B. L. Rob.
- Eriocaulon truncatum Buch.-Ham. ex Mart.

Selon ITIS (24 septembre 2017) :
- Eriocaulon aquaticum (Hill) Druce
- Eriocaulon benthamii Kunth
- Eriocaulon cinereum R. Br.
- Eriocaulon compressum Lam.
- Eriocaulon decangulare L.
- Eriocaulon koernickianum Van Heurck & Müll. Arg.
- Eriocaulon lineare Small
- Eriocaulon microcephalum Kunth
- Eriocaulon nigrobracteatum E.L. Bridges & Orzell
- Eriocaulon parkeri B.L. Rob.
- Eriocaulon ravenelii Chapm.
- Eriocaulon scariosum Sm.
- Eriocaulon texense Körn.
- Eriocaulon willdenovianum Moldenke

Selon NCBI (24 septembre 2017) :
- Eriocaulon achiton
- Eriocaulon aquaticum
- Eriocaulon aquatile
- Eriocaulon buergerianum
- Eriocaulon cinereum
- Eriocaulon compressum
- Eriocaulon cuspidatum
- Eriocaulon decangulare
- Eriocaulon eurypeplon
- Eriocaulon fysonii
- Eriocaulon guyanense
- Eriocaulon humboldtii
- Eriocaulon koernickianum
- Eriocaulon lanceolatum
- Eriocaulon ligulatum
- Eriocaulon linearifolium
- Eriocaulon microcephalum
- Eriocaulon modestum
- Eriocaulon neglectum
- Eriocaulon nigrobracteatum
- Eriocaulon nudicuspe
- Eriocaulon palghatense
- Eriocaulon parvicephalum
- Eriocaulon parviflorum
- Eriocaulon quinquangulare
- Eriocaulon richardianum
- Eriocaulon robustobrownianum
- Eriocaulon schimperi
- Eriocaulon sedgwickii
- Eriocaulon sellowianum
- Eriocaulon setaceum
- Eriocaulon truncatum
- Eriocaulon ulaei
- Eriocaulon xeranthemum

Selon The Plant List (24 septembre 2017) :
- Eriocaulon abyssinicum Hochst.
- Eriocaulon achiton Körn.
- Eriocaulon acutibracteatum W.L.Ma
- Eriocaulon acutifolium S.M.Phillips
- Eriocaulon adamesii Meikle
- Eriocaulon aethiopicum S.M.Phillips
- Eriocaulon africanum Hochst.
- Eriocaulon afzelianum Wikstr. ex Körn.
- Eriocaulon albocapitatum Kimp.
- Eriocaulon alleizettei Moldenke
- Eriocaulon aloifolium R.J.Davies
- Eriocaulon alpestre Hook.f. & Thomson ex Körn.
- Eriocaulon alpinum P.Royen
- Eriocaulon altogibbosum Ruhland ex Pilg.
- Eriocaulon amanoanum T.Koyama
- Eriocaulon angustibracteum Kimp.
- Eriocaulon angustifolium Körn.
- Eriocaulon annamense Lecomte
- Eriocaulon ansarii Pradeep & Sunil
- Eriocaulon anshiense Punekar, Malpure & Lakshmin.
- Eriocaulon apetalum Punekar, Malpure & Lakshmin.
- Eriocaulon apiculatum Lecomte
- Eriocaulon aquaticum (Hill) Druce
- Eriocaulon aquatile Körn.
- Eriocaulon araguaiense A.L.R.Oliveira & C.P.Bove
- Eriocaulon arechavaletae Herter
- Eriocaulon arenicola Britton & Small
- Eriocaulon arfakense P.Royen
- Eriocaulon arupense P.Royen
- Eriocaulon asteroides S.M.Phillips
- Eriocaulon athertonense G.J.Leach
- Eriocaulon atratum Körn.
- Eriocaulon atroides Satake
- Eriocaulon atrum Nakai
- Eriocaulon australasicum (F.Muell.) Körn.
- Eriocaulon australe R.Br.
- Eriocaulon balakrishnanii Punekar, Lakshmin. & Vasudeva Rao
- Eriocaulon bamendae S.M.Phillips
- Eriocaulon baramaticum Shimpale, Bhagat, R.B.Deshmukh & S.R.Yadav
- Eriocaulon barba-caprae Fyson
- Eriocaulon barbeyanum Ruhland
- Eriocaulon bassacense Moldenke
- Eriocaulon batholithicola P.Royen
- Eriocaulon beauverdii Moldenke
- Eriocaulon belgaumensis Shimpale & S.R.Yadav
- Eriocaulon benthamii Kunth
- Eriocaulon bhutanicum Noltie
- Eriocaulon bicolor Kimp.
- Eriocaulon bilobatum Morong
- Eriocaulon bolei Bole & M.R.Almeida
- Eriocaulon bongense Engl. & Ruhland
- Eriocaulon boni Lecomte
- Eriocaulon brachypeplon Körn.
- Eriocaulon brevipedunculatum Merr.
- Eriocaulon breviscapum Körn.
- Eriocaulon bromelioideum Lecomte
- Eriocaulon brownianum Mart.
- Eriocaulon brunonis Britten
- Eriocaulon buchananii Ruhland
- Eriocaulon buergerianum Körn.
- Eriocaulon burchellii Ruhland
- Eriocaulon burttii S.M.Phillips
- Eriocaulon caaguazuense Ruhland
- Eriocaulon cabralense Silveira
- Eriocaulon caesium Griseb.
- Eriocaulon candidum Moldenke
- Eriocaulon capitulatum Moldenke
- Eriocaulon carajense Moldenke
- Eriocaulon carpentariae G.J.Leach
- Eriocaulon carsonii F.Muell.
- Eriocaulon catopsioides S.M.Phillips
- Eriocaulon celebicum P.Royen
- Eriocaulon ceylanicum Körn.
- Eriocaulon cherrapunjianum R.Ansari & N.P.Balakr.
- Eriocaulon chinorossicum Kom.
- Eriocaulon chloanthe S.M.Phillips
- Eriocaulon cinereum R.Br.
- Eriocaulon cipoense Silveira
- Eriocaulon clarksonii G.J.Leach
- Eriocaulon coeruleum P.Royen
- Eriocaulon collettii Hook.f.
- Eriocaulon compressum Lam.
- Eriocaulon comptonii Rendle
- Eriocaulon concretum F.Muell.
- Eriocaulon congolense Moldenke
- Eriocaulon conicum (Fyson) C.E.C.Fisch.
- Eriocaulon coniferum Herzog
- Eriocaulon cookei Punekar, Malpure & Lakshmin.
- Eriocaulon crassiscapum Bong.
- Eriocaulon crassiusculum Lye
- Eriocaulon cristatum Mart.
- Eriocaulon cubense Ruhland
- Eriocaulon cuspidatum Dalzell
- Eriocaulon cylindratum A.L.R.Oliveira & C.P.Bove
- Eriocaulon dalzellii Körn.
- Eriocaulon damazianum Beauverd
- Eriocaulon decangulare L.
- Eriocaulon decemflorum Maxim.
- Eriocaulon deightonii Meikle
- Eriocaulon densum Mart. ex Colla
- Eriocaulon denticulum Kimp.
- Eriocaulon depauperatum Merr.
- Eriocaulon depressum R.Br. ex Sm.
- Eriocaulon desulavii Tzvelev
- Eriocaulon devendranii Vijaya Sankar, K.Ravik. & Ganesh Babu
- Eriocaulon diaguissense Bourdu
- Eriocaulon dictyophyllum Körn.
- Eriocaulon diloloense Kimp.
- Eriocaulon dimorphoelytrum T.Koyama
- Eriocaulon dimorphopetalum Moldenke
- Eriocaulon dipsacoides Satake
- Eriocaulon disepalum Ridl.
- Eriocaulon distichoides Mangen
- Eriocaulon dregei Hochst.
- Eriocaulon duthiei Hook.f.
- Eriocaulon eberhardtii Lecomte
- Eriocaulon echinaceum P.Royen
- Eriocaulon echinospermoideum Ruhland
- Eriocaulon echinospermum C.Wright
- Eriocaulon echinulatum Mart.
- Eriocaulon edwardii Fyson
- Eriocaulon eglandulatum Z.X.Zhang
- Eriocaulon ehrenbergianum Klotzsch ex Körn.
- Eriocaulon ekmannii Ruhland
- Eriocaulon elegantulum Engl.
- Eriocaulon elenorae Fyson
- Eriocaulon elichrysoides Bong.
- Eriocaulon ensiforme C.E.C.Fisch.
- Eriocaulon epapillosum Ruhland
- Eriocaulon epedunculatum Potdar, Anil Kumar bis, Otaghvari & Sonkar
- Eriocaulon ermeiense W.L.Ma ex Z.X.Zhang
- Eriocaulon escape B.F.Hansen
- Eriocaulon eurypeplon Körn.
- Eriocaulon exsertum Satake
- Eriocaulon faberi Ruhland
- Eriocaulon fenestratum Bojer ex Körn.
- Eriocaulon fergusonii (Moldenke) S.M.Phillips
- Eriocaulon fistulosum R.Br. ex Sm.
- Eriocaulon flumineum Moldenke
- Eriocaulon fluviatile Trimen
- Eriocaulon fuliginosum Griseb.
- Eriocaulon fulvum N.E.Br.
- Eriocaulon fuscum S.M.Phillips
- Eriocaulon fysonii R.Ansari & N.P.Balakr.
- Eriocaulon gibbosum Körn.
- Eriocaulon giganticum R.J.Davies
- Eriocaulon giluwense P.Royen
- Eriocaulon glabripetalum W.L.Ma
- Eriocaulon glandulosum Kimp.
- Eriocaulon glaucum Griff.
- Eriocaulon glaziovii Ruhland
- Eriocaulon gomphrenoides Kunth
- Eriocaulon graphitinum F.Muell. & Tate ex Ewart & Cookson
- Eriocaulon gregatum Körn.
- Eriocaulon griseum Körn.
- Eriocaulon guadalajarense Ruhland
- Eriocaulon guyanense Körn. ex D.Dietr.
- Eriocaulon hamiltonianum Mart.
- Eriocaulon hayatanum T.Koyama
- Eriocaulon heleocharioides Satake
- Eriocaulon henryanum Ruhland
- Eriocaulon herzogii Moldenke
- Eriocaulon hessii Moldenke
- Eriocaulon heterochiton Körn.
- Eriocaulon heterodoxum Moldenke
- Eriocaulon heterogynum F.Muell.
- Eriocaulon heterolepis Steud.
- Eriocaulon heteromallum Bong.
- Eriocaulon heteropeplon Silveira
- Eriocaulon hildebrandtii Körn. ex Ruhland
- Eriocaulon homotepalum T.Koyama
- Eriocaulon hondoense Satake
- Eriocaulon hookerianum Stapf
- Eriocaulon hooperae Moldenke
- Eriocaulon huanchacanum Hensold
- Eriocaulon huianum Ruhland
- Eriocaulon humboldtii Kunth
- Eriocaulon hydrophilum Markötter
- Eriocaulon inapertum G.J.Leach
- Eriocaulon infaustum N.E.Br.
- Eriocaulon infirmum Steud.
- Eriocaulon inundatum Moldenke
- Eriocaulon inyangense Arw.
- Eriocaulon iringense S.M.Phillips
- Eriocaulon irregulare Meikle
- Eriocaulon jaliscanum S.Watson
- Eriocaulon japonicum Körn.
- Eriocaulon jauense Moldenke
- Eriocaulon johnstonii Ruhland
- Eriocaulon jordanii (Moldenke) Meikle
- Eriocaulon kainantense Masam.
- Eriocaulon kanarense Punekar, Watve & Lakshmin.
- Eriocaulon karnatakense S.P.Gaikwad, Sardesai, U.S.Yadav & S.R.Yadav
- Eriocaulon kathmanduense Satake
- Eriocaulon kinabaluense P.Royen
- Eriocaulon kinlochii Moldenke
- Eriocaulon koernickei Britton
- Eriocaulon koernickianum Van Heurck & Müll.Arg.
- Eriocaulon kolhapurense S.P.Gaikwad, Sardesai & S.R.Yadav
- Eriocaulon komarovii Tzvelev
- Eriocaulon konkanense Punekar, Malpure & Lakshmin.
- Eriocaulon koynense Punekar, Mungikar & Lakshmin.
- Eriocaulon kradungense Satake
- Eriocaulon kunmingense Z.X.Zhang
- Eriocaulon kusiroense Miyabe & Kudô ex Satake
- Eriocaulon lanatum H.E.Hess
- Eriocaulon lanceolatum Miq. ex Körn.
- Eriocaulon laniceps S.M.Phillips
- Eriocaulon lanigerum Lecomte
- Eriocaulon laosense Moldenke
- Eriocaulon lasiolepis Ruhland
- Eriocaulon latifolium Sm.
- Eriocaulon laxifolium Körn.
- Eriocaulon leianthum W.L.Ma
- Eriocaulon lepidum T.Koyama
- Eriocaulon leptophyllum Kunth
- Eriocaulon leucogenes Ridl.
- Eriocaulon leucomelas Steud.
- Eriocaulon liberisepalum Z.X.Zhang
- Eriocaulon ligulatum (Vell.) L.B.Sm.
- Eriocaulon lineare Small
- Eriocaulon linearifolium Körn.
- Eriocaulon linearitepalum Kimp.
- Eriocaulon lividum F.Muell.
- Eriocaulon longicuspe Hook.f.
- Eriocaulon longipedunculatum Lecomte
- Eriocaulon longipetalum Rendle
- Eriocaulon longirostrum Silveira & Ruhland
- Eriocaulon lustratum P.Royen
- Eriocaulon luzulifolium Mart.
- Eriocaulon macrobolax Körn.
- Eriocaulon maculatum Schinz
- Eriocaulon madagascariense Moldenke
- Eriocaulon magnificum Ruhland
- Eriocaulon magnum Abbiatti
- Eriocaulon maharashtrense Punekar & Lakshmin.
- Eriocaulon majusculum Ruhland
- Eriocaulon malabaricum Pradeep & Nampy
- Eriocaulon mamfeense Meikle
- Eriocaulon mangshanense W.L.Ma
- Eriocaulon mannii N.E.Br.
- Eriocaulon margaretae Fyson
- Eriocaulon maronderanum S.M.Phillips
- Eriocaulon matopense Rendle
- Eriocaulon mbalensis S.M.Phillips
- Eriocaulon meeboldii R.Ansari & N.P.Balakr.
- Eriocaulon megapotamicum Malme
- Eriocaulon meiklei Moldenke
- Eriocaulon melanocephalum Kunth
- Eriocaulon melanolepis Silveira
- Eriocaulon mesanthemoides Ruhland
- Eriocaulon mexicanum Moldenke
- Eriocaulon microcephalum Kunth
- Eriocaulon milhoense Herzog
- Eriocaulon minimum Lam.
- Eriocaulon minusculum Moldenke
- Eriocaulon minutissimum Ruhland
- Eriocaulon minutum Hook.f.
- Eriocaulon miquelianum Körn.
- Eriocaulon miserrimum Ruhland
- Eriocaulon miserum Körn.
- Eriocaulon misionum A.Cast.
- Eriocaulon mitophylum Hook.f.
- Eriocaulon modestum Kunth
- Eriocaulon modicum S.M.Phillips
- Eriocaulon mokalense Moldenke
- Eriocaulon molinae L.O.Williams
- Eriocaulon monococcon Nakai
- Eriocaulon monoscapum F.Muell.
- Eriocaulon montanum P.Royen
- Eriocaulon mulanjeanum S.M.Phillips
- Eriocaulon mutatum N.E.Br.
- Eriocaulon nadjae S.M.Phillips
- Eriocaulon nairii Chandrab. & V.Chandras.
- Eriocaulon nakayense T.Koyama
- Eriocaulon nanellum Ohwi
- Eriocaulon nantoense Hayata
- Eriocaulon nanum R.Br.
- Eriocaulon nautiliforme Lecomte
- Eriocaulon neglectum Ruhland
- Eriocaulon nematophyllum G.J.Leach
- Eriocaulon neocaledonicum Schltr.
- Eriocaulon nepalense Prescott ex Bong.
- Eriocaulon nigericum Meikle
- Eriocaulon nigriceps Merr.
- Eriocaulon nigrobracteatum E.L.Bridges & Orzell
- Eriocaulon nigrocapitatum Kimp.
- Eriocaulon nigrum Lecomte
- Eriocaulon novoguineense P.Royen
- Eriocaulon nudicuspe Maxim.
- Eriocaulon obclavatum Satake
- Eriocaulon obtriangulare Kimp.
- Eriocaulon obtusum Ruhland
- Eriocaulon odashimai Masam.
- Eriocaulon odontospermum G.J.Leach
- Eriocaulon odoratum Dalzell
- Eriocaulon officinale Körn.
- Eriocaulon omuranum T.Koyama
- Eriocaulon oreadum P.Royen
- Eriocaulon oryzetorum Mart.
- Eriocaulon ovoideum Britton & Small
- Eriocaulon ozense T.Koyama
- Eriocaulon pachystroma P.Royen
- Eriocaulon palghatense R.Ansari & N.P.Balakr.
- Eriocaulon pallescens (Nakai) Satake
- Eriocaulon pallidum R.Br.
- Eriocaulon palmeri Ruhland
- Eriocaulon paludicola Silveira
- Eriocaulon palustre Salm-Dyck ex Steud.
- Eriocaulon panagudianum R.Ansari & N.P.Balakr.
- Eriocaulon panamense Moldenke
- Eriocaulon pancheri Lecomte ex Guillaumin & Beauvis.
- Eriocaulon papillosum Körn.
- Eriocaulon papuanum P.Royen
- Eriocaulon paradoxum Moldenke
- Eriocaulon paraguayense Körn.
- Eriocaulon parkeri B.L.Rob.
- Eriocaulon parvicapitulatum Moldenke
- Eriocaulon parviflorum (Fyson) R.Ansari & N.P.Balakr.
- Eriocaulon parvitepalum Kimp.
- Eriocaulon parvulum S.M.Phillips
- Eriocaulon parvum Körn.
- Eriocaulon patericola G.J.Leach
- Eriocaulon pectinatum Ruhland
- Eriocaulon peninsulare Punekar & Lakshmin.
- Eriocaulon perplexum Satake & H.Hara
- Eriocaulon peruvianum Ruhland
- Eriocaulon philippo-coburgii Szyszyl. ex Wawra
- Eriocaulon pictum Fritsch
- Eriocaulon pilgeri Ruhland
- Eriocaulon piliflorum Ruhland
- Eriocaulon pilosissimum P.Royen
- Eriocaulon pioraense P.Royen
- Eriocaulon plumale N.E.Br.
- Eriocaulon plumbeum Mart. ex Colla
- Eriocaulon polhillii S.M.Phillips
- Eriocaulon poluense F.T.Wang & Tang
- Eriocaulon pringlei S.Watson
- Eriocaulon psammophilum S.M.Phillips
- Eriocaulon pseudocompressum Ruhland
- Eriocaulon pseudoescape Prajaksood & Chantar.
- Eriocaulon pseudonepalense Satake
- Eriocaulon pseudoquinquangulare Ruhland
- Eriocaulon pseudotruncatum Z.X.Zhang
- Eriocaulon pubigerum Bong.
- Eriocaulon pulchellum Körn.
- Eriocaulon pulvinatum P.Royen
- Eriocaulon pumilio Hook.f.
- Eriocaulon pusillum R.Br.
- Eriocaulon pygmaeum Sol. ex Sm.
- Eriocaulon pykarense Nampy & Manudev
- Eriocaulon quinquangulare L.
- Eriocaulon raipurense K.K.Khanna & Mudgal & An.Kumar
- Eriocaulon rajendrababui R.Ansari & N.P.Balakr.
- Eriocaulon ramnadense R.Ansari & N.P.Balakr.
- Eriocaulon ramocaulon Kimp.
- Eriocaulon ratnagiricum S.R.Yadav, S.P.Gaikwad & Sardesai
- Eriocaulon ravenelii Chapm.
- Eriocaulon recurvibracteum Kimp.
- Eriocaulon regnellii Moldenke
- Eriocaulon reitzii Moldenke & L.B.Sm.
- Eriocaulon remotum Lecomte
- Eriocaulon richardianum (Fyson) R.Ansari & N.P.Balakr.
- Eriocaulon ritchieanum Ruhland
- Eriocaulon robustobrownianum Ruhland
- Eriocaulon robustum Steud.
- Eriocaulon rockianum Hand.-Mazz.
- Eriocaulon rosenii (Pax) Lye
- Eriocaulon roseum Fyson
- Eriocaulon rosulatum Körn.
- Eriocaulon rouxianum Steud.
- Eriocaulon rubescens Moldenke
- Eriocaulon saccatum P.Royen
- Eriocaulon sachalinense Miyabe & Nakai
- Eriocaulon sahyadricum Punekar, Malpure & Lakshmin.
- Eriocaulon santapaui Moldenke
- Eriocaulon satakeanum Tatew. & K.Itô
- Eriocaulon scariosum Sm.
- Eriocaulon schiedeanum Körn.
- Eriocaulon schimperi Körn. ex Ruhland
- Eriocaulon schippii Standl. ex Moldenke
- Eriocaulon schischkinii Tzvelev
- Eriocaulon schlechteri Ruhland
- Eriocaulon schochianum Hand.-Mazz.
- Eriocaulon schultzii Benth.
- Eriocaulon sclerocephalum Ruhland
- Eriocaulon sclerophyllum W.L.Ma
- Eriocaulon scorpionensis P.Royen
- Eriocaulon scullionii G.J.Leach
- Eriocaulon sedgwickii Fyson
- Eriocaulon seemannii Moldenke
- Eriocaulon sekimotoi Honda
- Eriocaulon sellowianum Kunth
- Eriocaulon selousii S.M.Phillips
- Eriocaulon senegalense N.E.Br.
- Eriocaulon sessile Meikle
- Eriocaulon setaceum L.
- Eriocaulon sexangulare L.
- Eriocaulon sharmae R.Ansari & N.P.Balakr.
- Eriocaulon siamense Moldenke
- Eriocaulon sigmoideum C.Wright
- Eriocaulon silicicola Ridl.
- Eriocaulon silveirae Moldenke
- Eriocaulon similischimperi Kimp.
- Eriocaulon similitepalum Kimp.
- Eriocaulon sinealaeum Kimp.
- Eriocaulon singulare Moldenke
- Eriocaulon sivarajanii R.Ansari & N.P.Balakr.
- Eriocaulon smitinandii Moldenke
- Eriocaulon sollyanum Royle
- Eriocaulon sonderianum Körn.
- Eriocaulon soucherei Moldenke
- Eriocaulon sparganioides Bong.
- Eriocaulon spectabile F.Muell.
- Eriocaulon sphagnicola Ohwi
- Eriocaulon spongiola Hensold
- Eriocaulon spongiosifolium Silveira
- Eriocaulon spruceanum Körn.
- Eriocaulon staintonii Satake
- Eriocaulon steinbachii (Moldenke) Moldenke
- Eriocaulon stellulatum Körn.
- Eriocaulon stenophyllum R.E.Fr.
- Eriocaulon steyermarkii Moldenke
- Eriocaulon stipantepalum Kimp.
- Eriocaulon striatum Lam.
- Eriocaulon strictum Milne-Redh.
- Eriocaulon subglaucum Ruhland
- Eriocaulon submersum Welw. ex Rendle
- Eriocaulon sumatranum Ruhland
- Eriocaulon taeniophyllum S.M.Phillips
- Eriocaulon taishanense F.Z.Li
- Eriocaulon takae Koidz.
- Eriocaulon talbotii R.Ansari & N.P.Balakr.
- Eriocaulon tanakae Ruhland
- Eriocaulon tenuifolium Klotzsch ex Körn.
- Eriocaulon tenuissimum Nakai
- Eriocaulon tepicanum Moldenke
- Eriocaulon teusczii Engl. & Ruhland
- Eriocaulon texense Körn.
- Eriocaulon thailandicum Moldenke
- Eriocaulon thouarsii Lecomte
- Eriocaulon thwaitesii Körn.
- Eriocaulon thysanocephalum S.M.Phillips
- Eriocaulon togoense Moldenke
- Eriocaulon tonkinense Ruhland
- Eriocaulon tortuosum F.Muell.
- Eriocaulon transvaalicum N.E.Br.
- Eriocaulon tricornum G.J.Leach
- Eriocaulon trilobatum Ruhland
- Eriocaulon trisectoides Satake
- Eriocaulon truncatum Buch.-Ham. ex Mart.
- Eriocaulon tuberiferum A.R.Kulk. & Desai
- Eriocaulon tubiflorum P.Royen
- Eriocaulon tutidae Satake
- Eriocaulon tuyamae Satake
- Eriocaulon ubonense Lecomte
- Eriocaulon ulaei Ruhland
- Eriocaulon ussuriense Körn. ex Regel
- Eriocaulon varium Kimp.
- Eriocaulon vasudevanii R.Ansari & N.P.Balakr.
- Eriocaulon vaupesense Moldenke
- Eriocaulon volkensii Engl.
- Eriocaulon walkeri Hook.f.
- Eriocaulon wayanadense Vivek, Swapna & K.K.Suresh
- Eriocaulon welwitschii Rendle
- Eriocaulon wightianum Mart.
- Eriocaulon wildii S.M.Phillips
- Eriocaulon willdenovianum Moldenke
- Eriocaulon williamsii Moldenke
- Eriocaulon woodsonianum Moldenke
- Eriocaulon xenopodion T.Koyama
- Eriocaulon xeranthemum Mart.
- Eriocaulon yoshinoi Nakai
- Eriocaulon zambesiense Ruhland
- Eriocaulon zollingerianoides Z.X.Zhang
- Eriocaulon zollingerianum Körn.
- Eriocaulon zyotanii Satake

Selon Tropicos (24 septembre 2017) (Attention liste brute contenant possiblement des synonymes) :
- Eriocaulon abyssinicum Hochst.
- Eriocaulon achiton Körn.
- Eriocaulon aciphyllum Bong.
- Eriocaulon acrotrichum Steud.
- Eriocaulon acutibracteatum W.L. Ma
- Eriocaulon acutifolium S.M. Phillips
- Eriocaulon adamesii Meikle
- Eriocaulon aequinoctiale Ruhland
- Eriocaulon aethiopicum S.M. Phillips
- Eriocaulon affine Bong.
- Eriocaulon africanum Hochst.
- Eriocaulon afzelianum Wikstr. ex Körn.
- Eriocaulon alaeum Kimp.
- Eriocaulon alatum Lecomte
- Eriocaulon albidum (Gardner) Steud.
- Eriocaulon albocapitatum Kimp.
- Eriocaulon alleizettei Moldenke
- Eriocaulon aloifolium R.J.Davies
- Eriocaulon alpestre Hook. f. & Thomson ex Körn.
- Eriocaulon alpinum P. Royen
- Eriocaulon altogibbosum Ruhland ex Pilg.
- Eriocaulon amanoanum T. Koyama
- Eriocaulon amboense Schinz
- Eriocaulon amoenum Bong.
- Eriocaulon amphibium Rendle
- Eriocaulon amplexicaule Rottb.
- Eriocaulon anceps Walter
- Eriocaulon andongense Welw. ex Rendle
- Eriocaulon angustibracteum Kimp.
- Eriocaulon angustifolium Körn.
- Eriocaulon angustisepalum H.E. Hess
- Eriocaulon angustulum W.L. Ma
- Eriocaulon annamense Lecomte
- Eriocaulon annuum Milne-Redh.
- Eriocaulon ansarii Pradeep & Sunil
- Eriocaulon anshiense Punekar, Malpure & Lakshmin.
- Eriocaulon anthemidiflorum Bong.
- Eriocaulon antunesii Engl. & Ruhland
- Eriocaulon apetalum Punekar, Malpure & Lakshmin.
- Eriocaulon apiculatum Lecomte
- Eriocaulon aquaticum (Hill) Druce
- Eriocaulon aquatile Körn.
- Eriocaulon araguaiense A.L.R. Oliveira & C.P. Bove
- Eriocaulon arctotiflorum Steud.
- Eriocaulon arechavaletae Herter
- Eriocaulon arenarium Gardner
- Eriocaulon arenicola Britton & Small
- Eriocaulon arfakense P. Royen
- Eriocaulon argenteum Bong.
- Eriocaulon argentinum A. Cast.
- Eriocaulon argyraeum Steud.
- Eriocaulon aristatum H.E. Hess
- Eriocaulon articulatum (Huds.) Morong
- Eriocaulon arupense P. Royen
- Eriocaulon asteroides S.M. Phillips
- Eriocaulon atabapense Moldenke
- Eriocaulon athertonense G.J. Leach
- Eriocaulon atratum Körn.
- Eriocaulon atrocephalum Steud.
- Eriocaulon atroides Satake
- Eriocaulon atrum Nakai
- Eriocaulon australasicum (F. Muell.) Körn.
- Eriocaulon australe R. Br.
- Eriocaulon bahiense Bong.
- Eriocaulon balakrishnanii Punekar, Lakshmin. & Vasudeva Rao
- Eriocaulon bamendae S.M. Phillips
- Eriocaulon banani Lecomte
- Eriocaulon baramaticum Blume
- Eriocaulon barba-caprae Fyson
- Eriocaulon barbeyanum Ruhland
- Eriocaulon bassacense Moldenke
- Eriocaulon batholithicola P. Royen
- Eriocaulon baurii N.E. Br.
- Eriocaulon beauverdii (Beauverd) Moldenke
- Eriocaulon beccarii Suess. & Heine
- Eriocaulon belgaumensis
- Eriocaulon benthamii Kunth
- Eriocaulon bhutanicum Noltie
- Eriocaulon bicolor Kimp.
- Eriocaulon bifidum Schrad.
- Eriocaulon bifistulosum Van Heurck & Müll. Arg.
- Eriocaulon bilobatum Morong
- Eriocaulon bisumbellatum Steud.
- Eriocaulon blepharophoron Bong.
- Eriocaulon blumei Körn.
- Eriocaulon bolei Bole & M.R.Almeida
- Eriocaulon bombayanum Ruhland
- Eriocaulon bongardii A. St.-Hil.
- Eriocaulon bongense Engl. & Ruhland
- Eriocaulon boni Lecomte
- Eriocaulon bonplandianum Steud.
- Eriocaulon borbonicum Willd. ex Kunth
- Eriocaulon brachypeplon Körn.
- Eriocaulon brachyphyllum Willd. ex Kunth
- Eriocaulon brachypus Bong.
- Eriocaulon bracteosum Steud.
- Eriocaulon brasiliense Mart.
- Eriocaulon brevifolium Klotzsch ex Koern. in C. Martius
- Eriocaulon brevipedunculatum Merr.
- Eriocaulon breviscapum Körn.
- Eriocaulon brizoides (Kunth) Steud.
- Eriocaulon bromelioideum Lecomte
- Eriocaulon brownianum Mart.
- Eriocaulon brunonis Britten
- Eriocaulon bryoides Riedel ex Bong.
- Eriocaulon buchananii Ruhland
- Eriocaulon buergerianum Körn.
- Eriocaulon burchellii Ruhland
- Eriocaulon burttii S.M. Phillips
- Eriocaulon caaguazuensis Ruhland
- Eriocaulon cabralense Silveira
- Eriocaulon caesium Griseb.
- Eriocaulon caespitosum Poepp. ex Körn.
- Eriocaulon callosum Raf.
- Eriocaulon calocephalum Bong.
- Eriocaulon candidum Moldenke
- Eriocaulon canescens Bong.
- Eriocaulon cantoniense Hook. & Arn.
- Eriocaulon cantoniensis Hook. & Arn.
- Eriocaulon capillare Bong.
- Eriocaulon capillus-naiadis Hook. f.
- Eriocaulon capitulatum Moldenke
- Eriocaulon carajense Moldenke
- Eriocaulon carpentariae G.J. Leach
- Eriocaulon carsonii F. Muell.
- Eriocaulon catopsioides S.M. Phillips
- Eriocaulon caulescens Poir.
- Eriocaulon cauliferum Makino
- Eriocaulon celebicum P. Royen
- Eriocaulon centauroides Bong.
- Eriocaulon cephalotes Poir.
- Eriocaulon ceylanicum Körn.
- Eriocaulon cherrapunjianum R. Ansari & N.P. Balakr.
- Eriocaulon chinorossicum Kom.
- Eriocaulon chishingsanensis C.E. Chang
- Eriocaulon chloanthe S.M. Phillips
- Eriocaulon christopheri Fyson
- Eriocaulon chrysanthemiflorum Schnizl.
- Eriocaulon chrysanthum Bong.
- Eriocaulon ciliatum Bong.
- Eriocaulon ciliiflorum F. Muell.
- Eriocaulon ciliipetalum H.E. Hess
- Eriocaulon ciliisepalum Rendle
- Eriocaulon cinereum R. Br.
- Eriocaulon cipoense Silveira
- Eriocaulon circinnatum Bong.
- Eriocaulon cladocaulon Steud.
- Eriocaulon clarksonii G.J. Leach
- Eriocaulon claussenianum Steud.
- Eriocaulon coeruleum P. Royen
- Eriocaulon collettii Hook. f.
- Eriocaulon collinum Hook. f.
- Eriocaulon compactum (Gardner) Steud.
- Eriocaulon compressum Lam.
- Eriocaulon comptonii Rendle
- Eriocaulon concretum F. Muell.
- Eriocaulon congense Moldenke
- Eriocaulon congestum Kunth
- Eriocaulon congolense Moldenke
- Eriocaulon conica Fischer
- Eriocaulon conicum (Fyson) C.E.C. Fisch.
- Eriocaulon coniferum Herzog
- Eriocaulon consanguineum Kunth
- Eriocaulon cookei Punekar, Malpure & Lakshmin.
- Eriocaulon coreanum Lecomte
- Eriocaulon corymbosum Bong.
- Eriocaulon crassifolium Bong.
- Eriocaulon crassiscapum Bong.
- Eriocaulon crassiusculum Lye
- Eriocaulon cristatum Mart.
- Eriocaulon cubense Ruhland
- Eriocaulon curvifolium Bong.
- Eriocaulon cuspidatum Dalzell
- Eriocaulon cuyabense Bong.
- Eriocaulon cylindratum A.L.R. Oliveira & C.P. Bove
- Eriocaulon dalzellii Körn.
- Eriocaulon damazianum Beauverd
- Eriocaulon decangulare L.
- Eriocaulon decemflorum Maxim.
- Eriocaulon decipiens N.E. Br.
- Eriocaulon decumbens Steud.
- Eriocaulon dehniae H.E. Hess
- Eriocaulon deightonii Meikle
- Eriocaulon dembianense Chiov.
- Eriocaulon dendroides Kunth
- Eriocaulon densum Mart. ex Colla
- Eriocaulon denticulum Kimp.
- Eriocaulon depauperatum Merr.
- Eriocaulon depressum R. Br. ex Sm.
- Eriocaulon deslandesii Silveira
- Eriocaulon desulavii Tzvelev
- Eriocaulon deustum R. Br.
- Eriocaulon devendranii Vijaya Sankar, K.Ravik. & Ganesh Babu
- Eriocaulon diaguissense Bourdu
- Eriocaulon dianae Fyson
- Eriocaulon dicline Maxim.
- Eriocaulon dictyophyllum Mart. ex Körn.
- Eriocaulon diloloense Kimp.
- Eriocaulon dimorphoelytrum T. Koyama
- Eriocaulon dimorphopetalum Moldenke
- Eriocaulon dioecum Ruhland
- Eriocaulon dipsacoides Satake
- Eriocaulon disepalum Ridl.
- Eriocaulon distichoides Mangen
- Eriocaulon distichophyllum (Mart.) Mart.
- Eriocaulon divaricatum Bong.
- Eriocaulon dregei Hochst.
- Eriocaulon duthiei Hook. f.
- Eriocaulon eberhardtii Lecomte
- Eriocaulon echinaceum P. Royen
- Eriocaulon echinospermoideum Ruhland
- Eriocaulon echinospermum C. Wright
- Eriocaulon echinulatum Mart.
- Eriocaulon edwardii Fyson
- Eriocaulon eglandulatum Z.X. Zhang
- Eriocaulon ehrenbergianum Klotzsch ex Körn.
- Eriocaulon ekmanii Ruhland
- Eriocaulon elatum Bong.
- Eriocaulon elegans Bong.
- Eriocaulon elegantulum Engl.
- Eriocaulon elenorae Fyson
- Eriocaulon elichrysoides Bong.
- Eriocaulon elongatum Bong.
- Eriocaulon ensifolium Kunth
- Eriocaulon ensiforme C.E.C. Fisch.
- Eriocaulon epapillosum Ruhland
- Eriocaulon epedunculatum Potdar
- Eriocaulon equisetoides P. Royen
- Eriocaulon ermeiense W.L. Ma ex Z.X. Zhang
- Eriocaulon erythropodum Miq. ex Körn.
- Eriocaulon escape B.F. Hansen
- Eriocaulon eurypeplon Körn.
- Eriocaulon exiguum Bong.
- Eriocaulon exsertum Satake
- Eriocaulon faberi Ruhland
- Eriocaulon falcatum Bong.
- Eriocaulon fasciculatum Rottb.
- Eriocaulon fastigiatum Bong.
- Eriocaulon fenestratum Bojer ex Körn.
- Eriocaulon fergusonii (Moldenke, A. L.) S.M. Phillips
- Eriocaulon filamentosum Satake
- Eriocaulon filifolium Hand.-Mazz.
- Eriocaulon filiforme Bong.
- Eriocaulon fischerianum Bong.
- Eriocaulon fistulosum R. Br. ex Sm.
- Eriocaulon flaccidum Bong.
- Eriocaulon flagellare Guill.
- Eriocaulon flavescens Bong.
- Eriocaulon flavidulum Michx.
- Eriocaulon flavidum A. Gray
- Eriocaulon fluitans Baker
- Eriocaulon flumineum Moldenke
- Eriocaulon fluviatile Trimen
- Eriocaulon formosanum Hayata
- Eriocaulon freyreissii Thunb.
- Eriocaulon friesiorum Bullock
- Eriocaulon fuliginosum C. Wright ex Griseb.
- Eriocaulon fulvum N.E. Br.
- Eriocaulon fuscum S.M. Phillips
- Eriocaulon fusiforme Britton & Small
- Eriocaulon fysonii (Fyson) R. Ansari & N.P. Balakr.
- Eriocaulon gamblei C.E.C. Fisch.
- Eriocaulon gardneri (Gardner) Steud.
- Eriocaulon geniculatum Bong.
- Eriocaulon geoffreyi Fyson
- Eriocaulon geraense Steud.
- Eriocaulon gibbosum Körn.
- Eriocaulon giganteum Afzel. ex Körn.
- Eriocaulon giganticum R.J.Davies
- Eriocaulon gilgianum Ruhland
- Eriocaulon giluwense P. Royen
- Eriocaulon glaberrimum Miyabe & Satake
- Eriocaulon glabriflorum Ridl.
- Eriocaulon glabripetalum W.L. Ma
- Eriocaulon glabrum Steud.
- Eriocaulon glandulosum Kimp.
- Eriocaulon glareosum Bong.
- Eriocaulon glaucum Griff.
- Eriocaulon glaziovii Ruhland
- Eriocaulon gnaphalodes Elliott
- Eriocaulon gomphrenoides Kunth
- Eriocaulon gracile Bong.
- Eriocaulon gramineum Bong.
- Eriocaulon graphitinum F. Muell. & Tate ex Ewart & Cookson
- Eriocaulon gregatum Körn.
- Eriocaulon griseum Körn.
- Eriocaulon guadalajarense Ruhland
- Eriocaulon guianensis Körn.
- Eriocaulon guineense Moldenke
- Eriocaulon gujanense D. Dietr.
- Eriocaulon guyanense Körn.
- Eriocaulon hamiltonianum Mart.
- Eriocaulon hananoegoense Masam.
- Eriocaulon hanningtonii N.E. Br.
- Eriocaulon hayatanum T. Koyama
- Eriocaulon heleocharioides Satake
- Eriocaulon helferi Hook. f.
- Eriocaulon helichrysoides (Kunth) Steud.
- Eriocaulon henryanum Ruhland
- Eriocaulon herzogii Moldenke
- Eriocaulon heteranthum Benth.
- Eriocaulon heterochiton Körn.
- Eriocaulon heterodoxum Moldenke
- Eriocaulon heterogynum F. Muell.
- Eriocaulon heterolepis Steud.
- Eriocaulon heteromallum Bong.
- Eriocaulon heteropeplon Silveira
- Eriocaulon heteropetalum Ruhland
- Eriocaulon heudelotii N.E. Br.
- Eriocaulon hildebrandtii Körn. ex Ruhland
- Eriocaulon hirsutulum Moldenke
- Eriocaulon hirsutum Wikstr.
- Eriocaulon hirtellum Steud.
- Eriocaulon homomallum Bong.
- Eriocaulon homotepalum T. Koyama
- Eriocaulon hondoense Satake
- Eriocaulon hookerianum Stapf
- Eriocaulon hooperae Moldenke
- Eriocaulon horsley-kundae Fyson
- Eriocaulon hostmannii Steud.
- Eriocaulon huanchacanum Hensold
- Eriocaulon huianum Ruhland
- Eriocaulon huillense Engler & Ruhl.
- Eriocaulon humboldtii Kunth
- Eriocaulon humile Moldenke
- Eriocaulon hydrophilum Markötter
- Eriocaulon inapertum G.J. Leach
- Eriocaulon incanum Bong.
- Eriocaulon indicum Moldenke
- Eriocaulon infaustum N.E. Br.
- Eriocaulon infirmum (Mart.) Steud.
- Eriocaulon insulare Ruhland
- Eriocaulon intermedium Körn.
- Eriocaulon intrusum Meikle
- Eriocaulon inundatum Moldenke
- Eriocaulon inyangense Arw.
- Eriocaulon iridifolium (Kunth) Steud.
- Eriocaulon iringense S.M. Phillips
- Eriocaulon irregulare Meikle
- Eriocaulon ithyphyllum Mart.
- Eriocaulon jaegeri Moldenke
- Eriocaulon jaliscanum S. Watson
- Eriocaulon japonicum Körn.
- Eriocaulon jauense Moldenke
- Eriocaulon johnstonii Ruhland
- Eriocaulon jordanii (Moldenke) Meikle
- Eriocaulon juniperinum (Kunth) Steud.
- Eriocaulon kaikoense Masam.
- Eriocaulon kainantense Masam.
- Eriocaulon kanarense Punekar, Watve & Lakshmin.
- Eriocaulon karnatakense S.P.Gaikwad, Sardesai, U.S.Yadav & S.R. Yadav
- Eriocaulon kasaragodense R. Ansari, V.J. Nair & N.C. Nair
- Eriocaulon katangaense Kimp.
- Eriocaulon kathmanduense Satake
- Eriocaulon kengii Ruhland
- Eriocaulon keralense R. Ansari, V.J. Nair & N.C. Nair
- Eriocaulon kinabaluense P. Royen
- Eriocaulon kindiae Lecomte
- Eriocaulon kinlochii Moldenke
- Eriocaulon kiusianum Maxim.
- Eriocaulon klotzschii Moldenke
- Eriocaulon koernickei Britten
- Eriocaulon koernickianum Van Heurck & Müll. Arg.
- Eriocaulon kolhapurense S.P.Gaikwad, Sardesai & S.R. Yadav
- Eriocaulon komarovii Tzvelev
- Eriocaulon konkanense Punekar, Malpure & Lakshmin.
- Eriocaulon kouroussense Lecomte
- Eriocaulon koynense Punekar, Mungikar & Lakshmin.
- Eriocaulon kradungense Satake
- Eriocaulon kummerianum Mart. ex Körn.
- Eriocaulon kunmingense Z.X. Zhang
- Eriocaulon kunthii Körn.
- Eriocaulon kusiroense Miyabe & Kudô
- Eriocaulon kwangtungense Ruhland
- Eriocaulon lacteum Rendle
- Eriocaulon lacustre Ruhland
- Eriocaulon lamarckii (Kunth) Steud.
- Eriocaulon lanatum H.E. Hess
- Eriocaulon lanceolatum Miq. ex Körn.
- Eriocaulon langsdorffii Bong.
- Eriocaulon laniceps S.M. Phillips
- Eriocaulon lanigerum Lecomte
- Eriocaulon lanuginosum Bong.
- Eriocaulon laosense Moldenke
- Eriocaulon laricifolium (Gardner) Steud.
- Eriocaulon lasiolepis (Boeckeler) Ruhland
- Eriocaulon latifolium Sm.
- Eriocaulon laxifolius Körn.
- Eriocaulon leianthum W.L. Ma
- Eriocaulon lepidum T. Koyama
- Eriocaulon leptodictyon A. Gray ex S. Watson
- Eriocaulon leptophyllum Kunth
- Eriocaulon leucocephalum Steud.
- Eriocaulon leucogenes Ridl.
- Eriocaulon leucomelas (Mart.) Steud.
- Eriocaulon lhotskyi Steud.
- Eriocaulon liberisepalum Z.X. Zhang
- Eriocaulon ligulatum (Vell.) L.B. Sm.
- Eriocaulon limosum Engl. & Ruhland
- Eriocaulon lineare Small
- Eriocaulon linearifolium Körn.
- Eriocaulon linearitepalum Kimp.
- Eriocaulon lingulatum Bong.
- Eriocaulon lividum F. Muell.
- Eriocaulon longicuspe Hook. f.
- Eriocaulon longicuspis Hook. f.
- Eriocaulon longifolium Nees ex Kunth
- Eriocaulon longipedunculatum Lecomte
- Eriocaulon longipes Mart. ex Steud.
- Eriocaulon longipetalum Rendle
- Eriocaulon longirostrum Silveira & Ruhland
- Eriocaulon lustratum P. Royen
- Eriocaulon lutchuense Koidz.
- Eriocaulon luzulifolium Mart.
- Eriocaulon macrobolax Körn.
- Eriocaulon macrocephalum Bong.
- Eriocaulon macrophyllum Ruhland
- Eriocaulon macrorhizon Bong.
- Eriocaulon maculatum Schinz
- Eriocaulon madagascariense Moldenke
- Eriocaulon madayiparense
- Eriocaulon magnificum Ruhland
- Eriocaulon magnum Abbiatti
- Eriocaulon maharashtrense Punekar & Lakshmin.
- Eriocaulon majusculum Ruhland
- Eriocaulon malaissei Moldenke
- Eriocaulon mamfeense Meikle
- Eriocaulon mangshanense W.L. Ma
- Eriocaulon mannii N.E. Br.
- Eriocaulon margaretae Fyson
- Eriocaulon mariae Fyson
- Eriocaulon maronderanum S.M. Phillips
- Eriocaulon martianum Körn.
- Eriocaulon matopense Rendle
- Eriocaulon matsumurae Nakai
- Eriocaulon maximiliani Schrad. ex Schult.
- Eriocaulon mbalensis S.M. Phillips
- Eriocaulon meeboldii (Fyson) R. Ansari & N.P. Balakr.
- Eriocaulon megapotamicum Malme
- Eriocaulon meiklei Moldenke
- Eriocaulon melaleucum Bong.
- Eriocaulon melanocephalum Kunth
- Eriocaulon melanolepis Silveira
- Eriocaulon merrillii Ruhland ex J.R. Perkins
- Eriocaulon mesanthemoides Ruhland
- Eriocaulon metzianum Müll. Stuttg.
- Eriocaulon mexicanum Moldenke
- Eriocaulon microcephalum Kunth
- Eriocaulon microphyllum Guill.
- Eriocaulon mikawanum Satake & T. Koyama
- Eriocaulon milhoense Herzog
- Eriocaulon minimum Lam.
- Eriocaulon minusculum Moldenke
- Eriocaulon minutissimum Ruhland
- Eriocaulon minutulum (Bong.) Steud.
- Eriocaulon minutum Hook. f.
- Eriocaulon miquelianum Körn.
- Eriocaulon miserrimum Ruhland
- Eriocaulon miserum Körn.
- Eriocaulon misionum A. Cast.
- Eriocaulon missionum A. Cast.
- Eriocaulon mitophyllum Hook. f.
- Eriocaulon mitophylum Hook. f.
- Eriocaulon miyagianum Koidz.
- Eriocaulon modestum Kunth
- Eriocaulon modicum S.M. Phillips
- Eriocaulon mokalense Moldenke
- Eriocaulon moldenkei Herter
- Eriocaulon molinae L.O. Williams
- Eriocaulon molle Mart. ex Körn.
- Eriocaulon monococcon Nakai
- Eriocaulon monoscapum F. Muell.
- Eriocaulon montanum P. Royen
- Eriocaulon monticolum (Mart.) Steud.
- Eriocaulon morulum (Kunth) Steud.
- Eriocaulon mucronatum Bong.
- Eriocaulon mulanjeanum S.M. Phillips
- Eriocaulon mutatum N.E. Br.
- Eriocaulon myocephalum Mart.
- Eriocaulon mysorense Fyson
- Eriocaulon nadjae S.M. Phillips
- Eriocaulon nairii Chandrab. & V. Chandras.
- Eriocaulon nakasimanum Satake
- Eriocaulon nakayense T. Koyama
- Eriocaulon nanellum Ohwi
- Eriocaulon nantoense Hayata
- Eriocaulon nanum R. Br.
- Eriocaulon nardifolium (Kunth) Steud.
- Eriocaulon nasuense Satake
- Eriocaulon natalense Schinz
- Eriocaulon nautiliforme Lecomte
- Eriocaulon neesianum Körn.
- Eriocaulon neglectum Ruhland
- Eriocaulon nematophyllum G.J. Leach
- Eriocaulon neocaledonicum Schltr.
- Eriocaulon nepalense Prescott ex Bong.
- Eriocaulon nigericum Meikle
- Eriocaulon nigrescens D. Dietr.
- Eriocaulon nigricans R. Br.
- Eriocaulon nigriceps Merr.
- Eriocaulon nigrobracteatum E.L. Bridges & Orzell
- Eriocaulon nigrocapitatum Kimp.
- Eriocaulon nigroniveum A. St.-Hil.
- Eriocaulon nigrum Lecomte
- Eriocaulon nilagirense Steud.
- Eriocaulon nipponicum Maxim.
- Eriocaulon nitens Bong.
- Eriocaulon nitidum Bong.
- Eriocaulon niveum Bong.
- Eriocaulon nosoriense Ohwi
- Eriocaulon novoguineense P. Royen
- Eriocaulon nubigenum Steud.
- Eriocaulon nudicuspe Maxim.
- Eriocaulon obclavatum Satake
- Eriocaulon obtriangulare Kimp.
- Eriocaulon obtusifolium Steud.
- Eriocaulon obtusum Ruhland
- Eriocaulon odashimai Masam.
- Eriocaulon odontospermum G.J. Leach
- Eriocaulon odoratum Dalzell
- Eriocaulon officinale Körn.
- Eriocaulon oinereum Buch.-Ham. ex Mart.
- Eriocaulon olivaceum Moldenke
- Eriocaulon oliveri Fyson
- Eriocaulon omuranum T. Koyama
- Eriocaulon orbtriangulare Kimp.
- Eriocaulon oreadum P. Royen
- Eriocaulon oryzetorum Mart.
- Eriocaulon ovoideum Britton & Small
- Eriocaulon ozense T. Koyama
- Eriocaulon pachypetalum Hayata
- Eriocaulon pachystroma P. Royen
- Eriocaulon palghatense R. Ansari & N.P. Balakr.
- Eriocaulon pallescens (Nakai) Satake
- Eriocaulon pallidum R. Br.
- Eriocaulon palmeri Ruhland
- Eriocaulon paludicola Silveira
- Eriocaulon paludosum Bong.
- Eriocaulon palustre Salzm. ex Steud.
- Eriocaulon panagudianum R. Ansari & N.P. Balakr.
- Eriocaulon panamense Moldenke
- Eriocaulon pancheri Lecomte ex Guillaumin & Beauvis.
- Eriocaulon papillosum Körn.
- Eriocaulon papuanum P. Royen
- Eriocaulon paradoxum Moldenke
- Eriocaulon paraguayense Körn.
- Eriocaulon paranense Moldenke
- Eriocaulon pardinum D. Dietr.
- Eriocaulon parkeri B.L. Rob.
- Eriocaulon parvicapitulatum Moldenke
- Eriocaulon parviflorum (Fyson) R. Ansari & N.P. Balakr.
- Eriocaulon parvistoloniferum Kimp.
- Eriocaulon parvitepalum Kimp.
- Eriocaulon parvulum S.M. Phillips
- Eriocaulon parvum Körn.
- Eriocaulon patericola G.J. Leach
- Eriocaulon pectinatum Ruhland
- Eriocaulon pedunculatum Bong.
- Eriocaulon pellucidum Michx.
- Eriocaulon peninsulare Punekar & Lakshmin.
- Eriocaulon perplexum Satake & H. Hara
- Eriocaulon perpusillum Steud.
- Eriocaulon peruvianum Ruhland
- Eriocaulon petrosepalum Hayata
- Eriocaulon philippo-coburgii Szyszył. ex Wawra
- Eriocaulon pictum Fritsch
- Eriocaulon pilgeri Ruhland
- Eriocaulon piliferum Bong.
- Eriocaulon piliflorum Ruhland
- Eriocaulon piliphorum Satake
- Eriocaulon pilosissimum P. Royen
- Eriocaulon pilosum Kunth
- Eriocaulon pinarense Ruhland
- Eriocaulon pioraense P. Royen
- Eriocaulon planifolium Bong.
- Eriocaulon plantaginella Crantz
- Eriocaulon plantagineum Bong.
- Eriocaulon plantaginioides Desv. ex Ham.
- Eriocaulon plumale N.E. Br.
- Eriocaulon plumbeum Mart. ex Colla
- Eriocaulon plumosum Bong.
- Eriocaulon poilanei Moldenke
- Eriocaulon polhillii S.M. Phillips
- Eriocaulon poluense F.T. Wang & Tang
- Eriocaulon polyanthum Bong.
- Eriocaulon polycephalum Hook. f.
- Eriocaulon polyphyllum Salzm. ex Steud.
- Eriocaulon polytrichoides (Kunth) Steud.
- Eriocaulon prescottianum Bong.
- Eriocaulon pringlei S. Watson
- Eriocaulon proliferum Bong.
- Eriocaulon proximum Steud.
- Eriocaulon psammophilum S.M. Phillips
- Eriocaulon pseudocompressum Ruhland
- Eriocaulon pseudoescape Prajaksood & Chantar.
- Eriocaulon pseudomutatum Kimp.
- Eriocaulon pseudonepalense Satake
- Eriocaulon pseudopygmaeum Dinter
- Eriocaulon pseudoquinquangulare Ruhland
- Eriocaulon pseudotruncatum Z.X. Zhang
- Eriocaulon pterosepalum Hayata
- Eriocaulon pubescens Lam.
- Eriocaulon pubigerum Bong.
- Eriocaulon pulchellum Körn.
- Eriocaulon pullum T. Koyama
- Eriocaulon pulvinatum P. Royen
- Eriocaulon pumilio Hook. f.
- Eriocaulon pumilum Raf.
- Eriocaulon pusillum R. Br.
- Eriocaulon pygmaeum Sol. ex Sm.
- Eriocaulon pykarense
- Eriocaulon quadrangulare Lour.
- Eriocaulon quadriangulare Lour. ex Moldenke
- Eriocaulon quinquangular Mart. ex Korn
- Eriocaulon quinquangulare L.
- Eriocaulon radicans Benth.
- Eriocaulon raipurense K.K. Khanna, Mudgal & An. Kumar
- Eriocaulon rajendrababui R. Ansari & N.P. Balakr.
- Eriocaulon ramnadense R. Ansari & N.P. Balakr.
- Eriocaulon ramocaulon Kimp.
- Eriocaulon ramosum Wikstr.
- Eriocaulon ratnagiricum S.R. Yadav, S.P.Gaikwad & Sardesai
- Eriocaulon ravenelii Chapm.
- Eriocaulon recurvibracteum Kimp.
- Eriocaulon recurvifolium C.H. Wright
- Eriocaulon redactum Ruhland
- Eriocaulon reductum Ruhland
- Eriocaulon regnellii Moldenke
- Eriocaulon reitzii Moldenke & L.B. Sm.
- Eriocaulon remotum Lecomte
- Eriocaulon rendleanum Fritsch
- Eriocaulon repens Lam.
- Eriocaulon rhodae Fyson
- Eriocaulon richardianum (Fyson) R. Ansari & N.P. Balakr.
- Eriocaulon riedelianum Bong.
- Eriocaulon rigidulum (Mart.) Steud.
- Eriocaulon rigidum Bong.
- Eriocaulon ritchieanum Ruhland
- Eriocaulon rivulare G. Don ex Benth.
- Eriocaulon robinsonii Moldenke
- Eriocaulon robustius (Maxim.) Makino
- Eriocaulon robusto-brownianum Ruhland
- Eriocaulon robustum Steud.
- Eriocaulon rockianum Hand.-Mazz.
- Eriocaulon rockii Moldenke
- Eriocaulon rollandii J. Rousseau
- Eriocaulon rosenii (Pax) Lye
- Eriocaulon roseum Fyson
- Eriocaulon rosulatum Körn.
- Eriocaulon rouxianum Steud.
- Eriocaulon rubescens Moldenke
- Eriocaulon rufulum A. St.-Hil.
- Eriocaulon rufum Lecomte
- Eriocaulon ruhlandii Schinz
- Eriocaulon rupestre (Gardner) Steud.
- Eriocaulon saccatum P. Royen
- Eriocaulon sachalinense Miyabe & Nakai
- Eriocaulon sahyadricum Punekar, Malpure & Lakshmin.
- Eriocaulon santapaui Moldenke
- Eriocaulon satakeanum Tatew. & K.Itô
- Eriocaulon saxatile Bong.
- Eriocaulon scabiosa Crantz
- Eriocaulon scariosum Sm.
- Eriocaulon schiedeanum Körn.
- Eriocaulon schimperi Körn. ex Ruhland
- Eriocaulon schippii Standl. ex Moldenke
- Eriocaulon schischkinii Tzvelev
- Eriocaulon schlechteri Ruhland
- Eriocaulon schochianum Hand.-Mazz.
- Eriocaulon schultzii Benth.
- Eriocaulon schweickerdtii Moldenke
- Eriocaulon schweinfurthii Engl. & Ruhland
- Eriocaulon scirpoides Griseb.
- Eriocaulon sclerocephalum Ruhland
- Eriocaulon sclerophyllum W.L. Ma
- Eriocaulon scorpionensis P. Royen
- Eriocaulon scullionii G.J. Leach
- Eriocaulon sedgwickii Fyson
- Eriocaulon seemannii Moldenke
- Eriocaulon sekimotoi Honda
- Eriocaulon selaginoides Benth.
- Eriocaulon sellowianum Kunth
- Eriocaulon selousii S.M. Phillips
- Eriocaulon senegalense N.E. Br.
- Eriocaulon senile Honda
- Eriocaulon separatum Steud.
- Eriocaulon septangulare With.
- Eriocaulon sericans Mart.
- Eriocaulon serotinum Walter
- Eriocaulon sessile Meikle
- Eriocaulon sessiliflorum Mart.
- Eriocaulon setaceum L.
- Eriocaulon seticuspe Ohwi
- Eriocaulon sexangulare L.
- Eriocaulon sharmae R. Ansari & N.P. Balakr.
- Eriocaulon siamense Moldenke
- Eriocaulon sieboldianum Siebold & Zucc. ex Steud.
- Eriocaulon sierraleonense (Afzel. ex Körn.) Moldenke
- Eriocaulon sigmoideum C. Wright
- Eriocaulon sikokianum Maxim.
- Eriocaulon silicicola Ridl.
- Eriocaulon silveirae (Silveira) Moldenke
- Eriocaulon similischimperi Kimp.
- Eriocaulon similitepalum Kimp.
- Eriocaulon simillimum Steud.
- Eriocaulon simplex (Miq.) Steud.
- Eriocaulon sinealaeum Kimp.
- Eriocaulon singulare Moldenke
- Eriocaulon sinicum Miq.
- Eriocaulon sinii Ruhland
- Eriocaulon sivarajanii R. Ansari & N.P. Balakr.
- Eriocaulon smithii R. Br.
- Eriocaulon smitinandii Moldenke
- Eriocaulon sollyanum Royle
- Eriocaulon sonderianum Körn.
- Eriocaulon soucherei Moldenke
- Eriocaulon spadiceum Lam.
- Eriocaulon sparganioides Bong.
- Eriocaulon spathaceum Raf.
- Eriocaulon speciosum Bong.
- Eriocaulon spectabile F. Muell.
- Eriocaulon sphacelatum Willd. ex Kunth
- Eriocaulon sphaerospermum C. Wright
- Eriocaulon sphagnicola Ohwi
- Eriocaulon sphagnoides Poepp. ex Körn.
- Eriocaulon spirale Bong.
- Eriocaulon spixianum (Mart.) Steud.
- Eriocaulon splendens Bong.
- Eriocaulon spongiola Hensold
- Eriocaulon spongiosifolium Silveira
- Eriocaulon spruceanum Körn.
- Eriocaulon staintonii Satake
- Eriocaulon statices Crantz
- Eriocaulon steinbachii (Moldenke) Moldenke
- Eriocaulon stellare Guill.
- Eriocaulon stellulatum Körn.
- Eriocaulon stenophyllum R.E. Fr.
- Eriocaulon steyermarkii Moldenke
- Eriocaulon stipantepalum Kimp.
- Eriocaulon stoloniferum Welw. ex Rendle
- Eriocaulon stramineum Körn.
- Eriocaulon striatum Lam.
- Eriocaulon strictum Milne-Redh.
- Eriocaulon stuhlmannii N.E. Br.
- Eriocaulon stupeum J. Sm. in Rees
- Eriocaulon subcaulescens Hook. f.
- Eriocaulon subglaucum Ruhland
- Eriocaulon submersum Tate
- Eriocaulon subtile (Miq.) Steud.
- Eriocaulon subulatum Bojer ex Korn
- Eriocaulon subuncinatum Steud.
- Eriocaulon suishaense Hayata
- Eriocaulon sumatranum Ruhland
- Eriocaulon surinamense (Miq.) Steud.
- Eriocaulon taeniophyllum S.M. Phillips
- Eriocaulon tagawae Satake
- Eriocaulon taishanense F.Z. Li
- Eriocaulon taiwanianum S.S. Ying
- Eriocaulon takae Koidz.
- Eriocaulon talbotii (Fyson) R. Ansari & N.P. Balakr.
- Eriocaulon tanakae Ruhland
- Eriocaulon taquetii Lecomte
- Eriocaulon tatei Ruhland
- Eriocaulon tenue Kunth
- Eriocaulon tenuifolium Klotzsch ex Körn.
- Eriocaulon tenuissimum Nakai
- Eriocaulon tepicanum Moldenke
- Eriocaulon teusczii Engl. & Ruhland
- Eriocaulon texense Körn.
- Eriocaulon thailandicum Moldenke
- Eriocaulon thomasii Fyson
- Eriocaulon thouarsii Lecomte
- Eriocaulon thunbergii Wikstr. ex Körn.
- Eriocaulon thwaitesii Körn.
- Eriocaulon thysanocephalum S.M. Phillips
- Eriocaulon tofieldifolium Schinz
- Eriocaulon togoense (Van Heurck & Müll. Arg.) Moldenke
- Eriocaulon tonkinense Ruhland
- Eriocaulon tortile Bong.
- Eriocaulon tortuosum F. Muell.
- Eriocaulon transvaalicum N.E. Br.
- Eriocaulon triangulare L.
- Eriocaulon trichophyllum Bong.
- Eriocaulon trichosepalum C. Wright
- Eriocaulon tricornum G.J. Leach
- Eriocaulon trilobatum Ruhland
- Eriocaulon trilobum Buch.-Ham. ex Körn.
- Eriocaulon trimenii Hook. f.
- Eriocaulon trinianum Mart.
- Eriocaulon trisectoides Satake
- Eriocaulon trisectum Satake
- Eriocaulon truncatum Buch.-Ham. ex Mart.
- Eriocaulon tuberiferum A.R. Kulk. & Desai
- Eriocaulon tuberosum Bong.
- Eriocaulon tubiflorum (Moldenke) P. Royen
- Eriocaulon tutidae Satake
- Eriocaulon tuyamae Satake
- Eriocaulon ubonense Lecomte
- Eriocaulon ulaei Ruhland
- Eriocaulon umbellatum Kunth
- Eriocaulon umbrosum Salzm. ex Körn.
- Eriocaulon uncinatum (Gardner) Steud.
- Eriocaulon ussuriense Koern. ex Regel
- Eriocaulon usterianum Beauverd
- Eriocaulon vaginatum Körn.
- Eriocaulon vanheurckii Müll. Arg.
- Eriocaulon varium Kimp.
- Eriocaulon vasudevanii R. Ansari & N.P. Balakr.
- Eriocaulon vaupesense Moldenke
- Eriocaulon vautherianus Guill.
- Eriocaulon vernonioides (Kunth) Steud.
- Eriocaulon verticillatum Bong.
- Eriocaulon villosum Michx.
- Eriocaulon viride Körn.
- Eriocaulon vittifolium Lecomte
- Eriocaulon viviparum Bong.
- Eriocaulon volkensii Engl.
- Eriocaulon wahlbergii Wikstr. ex Körn.
- Eriocaulon walkeri Hook. f.
- Eriocaulon wallichianum Heyne ex Moldenke
- Eriocaulon wayanadense Vivek.
- Eriocaulon welwitschii Rendle
- Eriocaulon whangii Ruhland
- Eriocaulon wightianum Mart.
- Eriocaulon wildii S.M. Phillips
- Eriocaulon willdenovianum Moldenke
- Eriocaulon williamsii Moldenke
- Eriocaulon woodii N.E. Br.
- Eriocaulon woodsonianum Moldenke
- Eriocaulon xenopodion T. Koyama
- Eriocaulon xeranthemoides Bong.
- Eriocaulon xeranthemum Mart.
- Eriocaulon yaoshanense Ruhland
- Eriocaulon yoshinoi Nakai
- Eriocaulon yuccifolium Mert. ex Mart.
- Eriocaulon yunnanense Moldenke
- Eriocaulon zambesiense Ruhland
- Eriocaulon zollingerianoides Z.X. Zhang
- Eriocaulon zollingerianum Körn.
- Eriocaulon zosterifolius (Kunth) Steud.
- Eriocaulon zyotanii Satake
- Eriocaulon × hessii Moldenke